# Lola Westerberg
Lola Westerberg, egentligen Nina Sigrid Viola Westerberg, född 29 augusti 1928, är en svensk textilkonstnär. Hon är gift med Eddie Westerberg.
Westerberg utbildade sig i vävning i Lund. Hon var under sex års tid anställd vid länshemslöjden i Malmö där hon arbetade med mönsterkomposition och barnvävning. Hon har medverkat i Värmlands konstförenings utställningar på Värmlands museum och Galleri Gripen sedan 1978, hon har även haft vävkonst med på utställningar i Japan och New York. Hon har tilldelats Thor Fagerkvist-stipendiet.